# Steve Webster (Golfspieler)
Steve Webster (* 17. Januar 1975 in Nuneaton, Warwickshire) ist ein englischer Profigolfer der PGA European Tour.
Er war bester Amateur bei den British Open 1995, wo er den geteilten 24. Rang erreichen konnte und wurde im selben Jahr Berufsgolfer.
Webster gewann die Tour School im Herbst 1995 und sicherte sich damit die Mitgliedschaft zur PGA European Tour. Seit 1997 ist er stets in den Top 100 der Geldrangliste zu finden und im Jahre 2005 gelang ihm der erste Turniersieg, zwei Jahre später folgte der zweite.

## European Tour Siege
- 2005 Telecom Italia Open
- 2007 Portugal Masters

## Teilnahmen an Teambewerben
- Seve Trophy (für Großbritannien & Irland): 2002 (Sieger), 2009 (Sieger)